# Petit-Gris (extraterrestre)
Pour les articles homonymes, voir Petit-gris et Extraterrestre.
Les Petit-Gris sont des extraterrestres humanoïdes fictifs présents dans la littérature de science-fiction contemporaine mais aussi dans la littérature ufologique rapportant des allégations d'enlèvements.

## Représentation
Les petits-gris sont représentés comme des êtres à forme humaine, de petite taille et de couleur grise. La tête serait cependant plus large en proportion du reste du corps et dépourvue de cheveux. Ils ne posséderaient que quatre doigts.

## Dans la fiction romanesque ou cinématographique
Jusque dans les années 1960, les Petits-Gris appartiennent aux ouvrages de fiction populaire. 
Dans Les Premiers Hommes dans la Lune (1901), H. G. Wells décrit ses habitants comme des êtres de petite taille, à la peau grise avec un grand front, sans nez, avec des yeux protubérants et une démarche étrange.
En 1977, Steven Spielberg choisit l'apparence du petit-gris pour les extraterrestres de son film Rencontres du troisième type. Depuis, les petits-gris sont devenus un des archétypes de l'extraterrestre pour le grand public.
En France, à partir de la fin des années 1980 (puis durant les années 1990), l'écrivain Jimmy Guieu fait plusieurs passages dans les médias de masse et y parle des petits-gris. Il consacrera tout particulièrement à ce thème son « roman-vérité » (ainsi qu'il l'appelle) E.B.E. Alerte rouge.
Durant les années 1990, la culture populaire commence à associer les petits-gris aux théories du complot. La série télévisée X-Files en est un exemple.
En 1997, la série Stargate SG-1 inclut dès sa première saison un peuple extraterrestre dénommé les Asgards, dont l'apparence rappelle celle des petits-gris.

## En ufologie
Un cas classique est la rencontre de Kelly-Hopkinsville. Le 21 août 1955, deux hommes venant d'un milieu rural du Kentucky décrivent une supposée rencontre avec des extraterrestres d'une hauteur de 3 à 4 pieds (1 mètre) et qui étaient de couleur gris-argent métallique. 
En 1965, le Boston Traveler publie l'histoire de Betty et Barney Hill, un couple qui prétend avoir été enlevé par des petits-gris.
Au début des années 1980, les petits-gris sont associés à l'Incident de Roswell dans le (Nouveau-Mexique), où des corps auraient été récupérés après l'écrasement au sol d'une soucoupe volante. 
En 1995, Ray Santilli prétend être en possession d'un film décrivant l'autopsie d'un Petit-Gris après l'incident de Roswell

. En 2006, Santilli déclare que le film était non pas celui de l'autopsie première mais une reconstitution de ce qui s'était passé en 1947. Il prétend cependant qu'une partie du film originel était incluse dans sa reconstitution.

## Prépondérance des Petits-Gris dans les allégations de rencontres avec des extraterrestres
Les témoignages alléguant un enlèvement par des extra-terrestres mettent en évidence l'importance attribuée à la gent Petits-Gris :
| Pourcentage d'allégations d'enlèvements par pays | Pourcentage d'allégations d'enlèvements par pays | Pourcentage d'allégations d'enlèvements par pays | Pourcentage d'allégations d'enlèvements par pays |
| Pays                                             | Petits-gris ou similaires                        | Autres                                           |                                                  |
| ------------------------------------------------ | ------------------------------------------------ | ------------------------------------------------ | ------------------------------------------------ |
| Australie                                        | 50 %                                             | 50 %                                             |                                                  |
| Canada                                           | 90 %                                             | 10 %                                             |                                                  |
| Europe de l'Ouest                                | 48 %                                             | 52 %                                             |                                                  |
| Grande Bretagne                                  | 12 %                                             | 88 %                                             |                                                  |
| USA                                              | 43 %                                             | 57 %                                             |                                                  |
| Brésil                                           | 67 %                                             | 33 %                                             |                                                  |